# Amblystomus escorialensis
Amblystomus escorialensis is een keversoort uit de familie van de loopkevers (Carabidae). De wetenschappelijke naam van de soort is voor het eerst geldig gepubliceerd in 1866 door Gautier des Cottes.